# Apamea confluens
Apamea confluens là một loài bướm đêm trong họ Noctuidae.